# Guerra delle Alpi (1792-1796)
La Guerra delle Alpi fu un conflitto minore all'interno della guerra della Prima coalizione, nel contesto delle guerre rivoluzionarie francesi, e venne combattuta principalmente dal Regno di Sardegna e dall'Austria, supportati da Gran Bretagna e Spagna e altri stati minori, contro la Prima Repubblica francese dal 21 settembre 1792 al 28 aprile 1796, giorno dell'armistizio di Cherasco, lungo il fronte alpino che separa geograficamente Italia e Francia.
La sottoscrizione della pace con la Francia apre per il Piemonte una stagione di tensioni sia interne sia esterne: i movimenti repubblicani spingevano per la caduta della monarchia, nel frattempo rappresentata da Carlo Emanuele IV, figlio di Vittorio Amedeo III, mentre la nascita delle contigue repubbliche sorelle, quella Ligure e quella Cisalpina, scatenavano in ogni occasione incidenti diplomatici che aizzavano la fronda interna al regno. Paradossalmente, sino al dicembre del 1798, la sopravvivenza della monarchia era dovuta all'interesse francese del mantenimento dello status quo in Piemonte: a seguito del rifiuto sabaudo di dichiarare guerra al regno di Napoli, tuttavia, il generale Joubert, dietro istruzioni del Direttorio, prese possesso del territorio piemontese ancora in mano ai Savoia dichiarando la nascita della Repubblica con la conseguente fuga del re in Sardegna.

## Antefatti

### La situazione del Regno di Sardegna allo scoppio dei moti francesi
Nelle fasi iniziali della Rivoluzione francese, i piemontesi erano particolarmente attenti agli sviluppi della situazione politica in Francia, lecitamente preoccupati che i moti di piazza e le stesse problematiche che affliggevano la secolare monarchia d'oltralpe si potessero trasferire anche all'interno del loro regno, specialmente nel Nizzardo e nella Savoia, dove una moltitudine di aristocratici francesi stava trovando un momentaneo rifugio, ed in Sardegna, una regione storicamente distante dagli ambienti della corte sabauda dove si temeva scoppiassero moti simili a quelli che avevano colpito la Corsica nei passati decenni.
Il re Vittorio Amedeo III, convinto sostenitore della legittimazione divina della monarchia e uomo profondamente religioso, riteneva abominevoli le posizioni progressivamente antimonarchiche e anticattoliche assunte dai rivoluzionari. L'arrivo del conte di Artois, dei duchi di Berry e di Angoulême e delle loro famiglie, con cui i Savoia erano peraltro imparentati, non fecero altro che radicalizzare le posizioni del re e della corte di Torino, dentro alla quale stava crescendo un forte movimento reazionario. In breve tempo, Torino, e più in generale lo stesso regno sabaudo, divennero una meta sicura per la nobiltà francese in fuga dal clima di crescente violenza ed odio nei loro confronti che stava aleggiando sopra la Francia.
Con l'eccezione della Savoia, che per lingua e posizione geografica era più affine alla Francia, dove si erano registrati degli episodi di vandalismi e violenze di ispirazione chiaramente rivoluzionaria, nel resto del regno, almeno fino al 1791, gli ideali della rivoluzione francese sembravano passare in sordina, ignorati dalla maggior parte della popolazione tranne che per qualche gruppo isolato di studenti e di intellettuali. Le rare manifestazioni di dissenso vennero fermate, cercando di evitare inutili spargimenti di sangue. Nella sua politica di contenimento, Vittorio Amedeo cercò di limitare ulteriori ingressi di stranieri del suo regno, specialmente ai francesi, ritenuti probabili seminatori di scandali. A tale scopo, nel 1792, emanò una legge che impediva a chiunque fosse sprovvisto di uno speciale passaporto di poter entrare nel regno.

### Gli accordi dell'Austria e la crisi internazionale
Mentre tenevano un occhio vigile su tutto quanto stesse accadendo in Francia, le altre potenze europee cercavano una soluzione per sbrogliare la complicata crisi sociale in corso e rimettere Luigi XVI al trono in Francia, sebbene ognuno con motivazioni differenti. Ad esempio, gli imperatori del Sacro Romano Impero, Giuseppe II prima e Leopoldo II in seguito, agivano per personale interesse, essendo Maria Antonietta loro sorella, mentre i Savoia erano preoccupati per la stabilità e l'integrità dei loro domini, che vedevano fortemente minacciati specialmente nel caso dello scoppio di una nuova guerra con la Francia. Ad ogni modo, l'idea comune e consolidata della necessità di un intervento in favore della monarchia francese, i vari sovrani non avevano davvero un piano, anzi, cercavano tutti di sfruttare l'occasione per il proprio tornaconto. Il fallito tentativo di fuga presso Varannes di Luigi XVI fu un primo catalizzatore, che portò i piemontesi e gli austriaci ad avvicinarsi diplomaticamente. In un primo informale accordo, l'imperatore si sarebbe impegnato ad inviare svariate truppe a Milano e a fornire ai sabaudi le prestazioni di uno dei propri generali. Oltre a ciò, i due monarchi si accordarono per correre in reciproco soccorso l'uno dell'altro in caso di una guerra scatenata dai moti rivoluzionari.
Nel frattempo, l'imperatore austriaco aveva incontrato il re di Prussia ed i due, dopo aver parlato con il conte d'Artois diverse volte, erano giunti ad un accordo formale, redatto più per compiacere gli émigrés francesi in Austria che per una reale necessità. Il trattato nei suoi ultimi paragrafi aggiungeva una breve dichiarazione, nella quale Austria e Prussia si sarebbero adoperate in favore del re di Francia, per consentirgli di governare il proprio Paese nel modo che egli riteneva migliore. Essendo l'incontro principalmente focalizzato sulla spartizione della Polonia e sulla fine della guerra austro-turca e considerando le perplessità della Spagna e l'opposizione del Regno Unito ad un'opera comune contro la Francia, gli accordi di Pillnitz risultarono solo vaghi e al massimo dannosi, giacché allontavano le due potenze europee da una zona "moderata", facendole apparire come nemiche della rivoluzione in atto in Francia. Le prime basi per una coalizione antifrancese erano state create.
Le tensioni tra Austria e Francia crebbero ulteriormente l'anno seguente, dopo la scomparsa dell'imperatore Leopoldo e l'ascesa al trono del giovane figlio Francesco. I giacobini pressarono il re ad intervenire diplomaticamente con il nuovo imperatore per convincerlo a smantellare tutti gli accordi che miravano a distruggere la rivoluzione.  Fu inviato a Vienna il generale Dumouriez, politicamente schierato a fianco dei rivoluzionari. Alle opposizioni dei rappresentanti austriaci, Dumoriez rispose con un ultimatum. Francesco si oppose nuovamente e la conseguente guerra fu dunque inevitabile. Vittorio Amedeo, vista la natura del conflitto e ricevute rassicurazioni da Vienna che il fronte di guerra si sarebbe mantenuto solo a nord, si affrettò ad inviare le proprie forze a difesa dei confini, puramente a scopo precauzionale.

### L'affare Sémonville e l'ingresso in guerra dei piemontesi
Mentre la guerra imperversava sul fronte del Reno, con l'Austria e la Prussia intente a fronteggiare le armate francesi, Vittorio Amedeo tentava di unire gli Stati italiani in uno sforzo collettivo contro la Francia, nel tentativo di impedire che le pericolose idee rivoluzionarie contagiassero la popolazione della penisola. Scarsissima fu l'adesione, soprattutto perché, come storicamente era sempre accaduto, ogni singolo stato italiano pensava ai propri interessi, senza guardare al quadro generale delle cose. Solo l'Imperatore, in qualità di duca di Milano e Mantova era ben disposto a tale progetto.

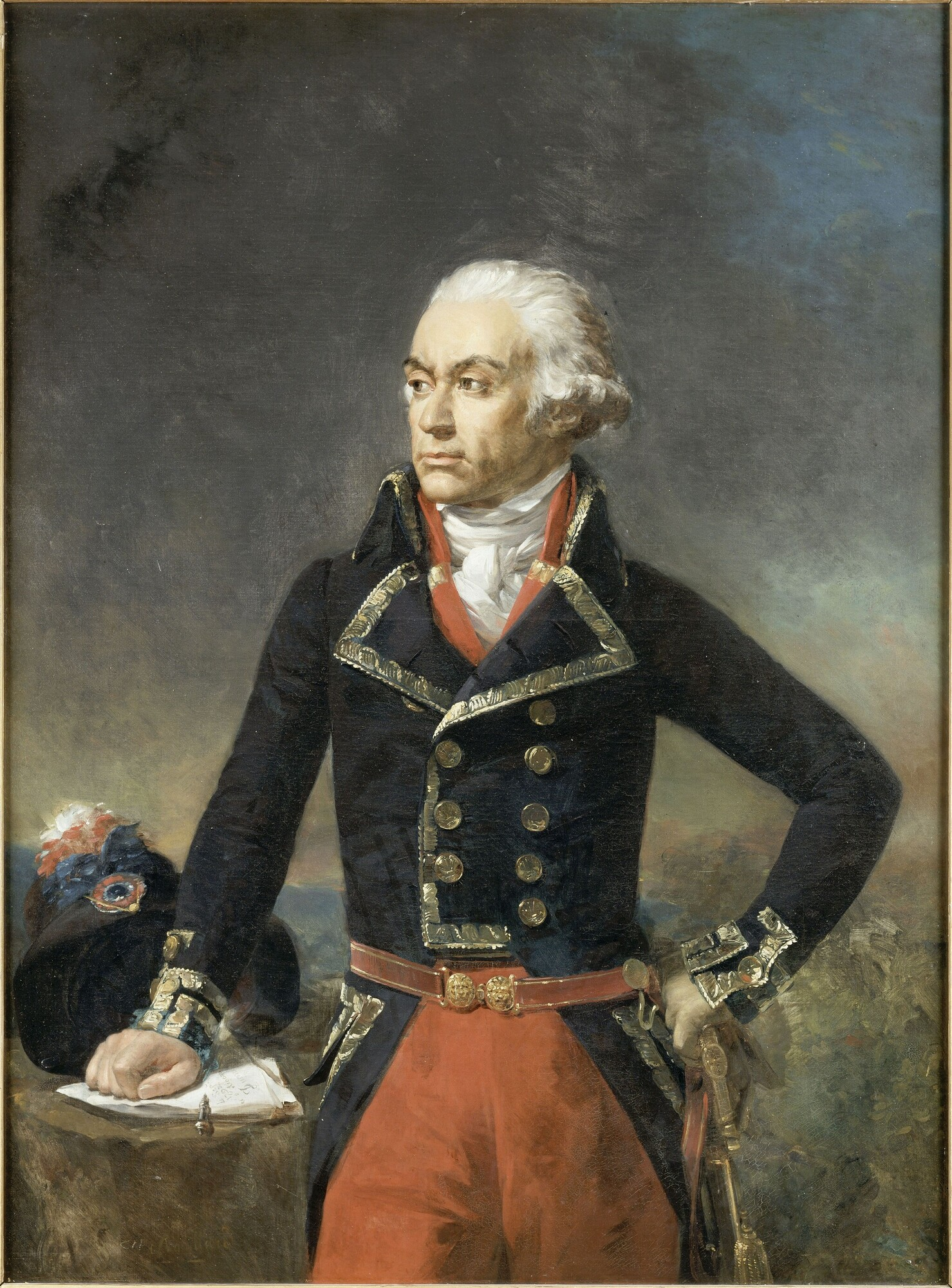
Il generale Dumouriez

Dumouriez interpellò il ministro piemontese Joseph-François Perret d’Hauteville riguardo a presunti spostamenti di artiglieria pesante in Savoia, di emigrati francesi a Nizza e nella sospetta concentrazione di truppe austriache nei pressi di Milano, dalla quale sarebbero convenientemente potute entrare in Piemonte, ma fu liquidato rapidamente essendo le prime due informazioni falsi e la seconda, per quando fondata, di responsabilità austriaca e non piemontese. La risposta compiacque gli organi di governo francesi, che vedevano di buon occhio la neutralità piemontese rispetto al conflitto in corso. A mandare in crisi tutto ciò fu la questione del ministro Charles-Louis Huguet de Sémonville: incaricato di recarsi a Torino, il ministro francese, temporaneamente residente a Genova, attraversò i confini tra la repubblica marinara e la monarchia sabauda sprovvisto dello speciale passaporto introdotto quello stesso anno dalle autorità locali. Giunto ad Alessandria, Sémonville venne fermato dal governatore della città su ordine diretto del re, venendo cordialmente invitato a fare ritorno a Genova. Le motivazioni dietro a questo gesto erano ben altre e la questione del passaporto non era più di una banale scusa per bloccare il diplomatico repubblicano, considerato da molti un sobillatore ed un istigatore di folle. Gli strascichi causati dalla questione Semonville furono immensi: Dumouriez, infuriato per il trattamento riservato al suo connazionale, pretese immediate spiegazioni dalla corte torinese ma venne deluso dalle loro risposte. Conseguentemente, nei primi di maggio, si informò i generali Montesquiou e d'Anselme, responsabili delle armate delle Alpi e del Varo, di tenere pronte le truppe in vista di una rappresaglia.
Poche giornate prima, il 20 aprile, Austria e Francia erano ufficialmente entrate in guerra. I primi scontri dimostrarono che l'esercito francese, dopo la fuga in massa dei suoi ufficiali, aveva molto da recuperare e che non era ancora all'altezza degli altri eserciti. Dumouriez, che aveva intenzione di invadere la Savoia già a maggio, fu costretto a rimandare i propri piani. Mentre la guerra si scatenava tra il Belgio e la Francia nord-orientale, l'esercito piemontese iniziò a mobilitarsi: 40000 uomini era già stati predisposti in tre armate per difendere la Savoia, Nizza e le Alpi. Con l'arrivo di settembre, la situazione iniziò a mutare: Brunswick, che era penetrato nel territorio francese al comando di un esercito austro-prussiano fu fermato a Valmy e sull'onda dell'entusiasmo, due giorni dopo venne dichiarata la Repubblica. Le tensioni che avevano caratterizzato i rapporti tra Francia e Piemonte, infine, portarono ad inevitabili conseguenze: il 10 settembre fu dato ordine al generale Montesquiou da parte del governo francese di avanzare verso la Savoia ed il 15 settembre i due paesi entrarono ufficialmente in guerra.

## La campagna del 1792: l'invasione e i primi scontri nel Mediterraneo
A seguito della deposizione di re Luigi XVI e della proclamazione della Repubblica (21 settembre 1792) e poiché era chiara l'intenzione francese di invadere Nizza e Savoia, Vittorio Amedeo III decise di allearsi con l'Austria sottoscrivendo la cosiddetta "Convenzione di settembre" attraverso la quale gli austriaci avrebbero assegnato come rinforzi ai piemontesi circa 9 000 uomini e avrebbero preso il controllo dell'armata alleata sotto la guida del generale Joseph Nikolaus De Vins con il ruolo di Ispettore Generale. Frattanto i movimenti francesi si facevano apertamente ostili aizzando le popolazioni del Delfinato e della Provenza contro i contigui savoiardi e nizzardi, inoltre il disfattismo dei generali piemontesi incaricati di difendere le antiche province transalpine fece il resto: il generale Jean-Baptiste de Lazary (1716-?), comandante della Savoia, si ritirò senza colpo ferire lasciando che Chambéry venisse occupata dai francesi di Montesquiou il 24 settembre; il generale svizzero Eugène de Courten, informato della mancata copertura da nord, si ritirò ordinatamente verso le Alpi Marittime lasciando il nizzardo in mano al generale francese d'Anselme. La reazione a Torino per queste perdite territoriali fu comunque contenuta, il marchese di Cordon, Victor-Amédée Sallier de la Tour (1726-1800), ottenne la destituzione di Lazary che venne comunque pensionato con onore per il valore dimostrato durante la guerra di successione austriaca, de Courten, invece, venne sostituito dal suo rivale conte di Sant'Andrea, Carlo Francesco Thaon di Revel, finendo a governare Cuneo e ricevendo il titolo di marchese di Sampeyre. 

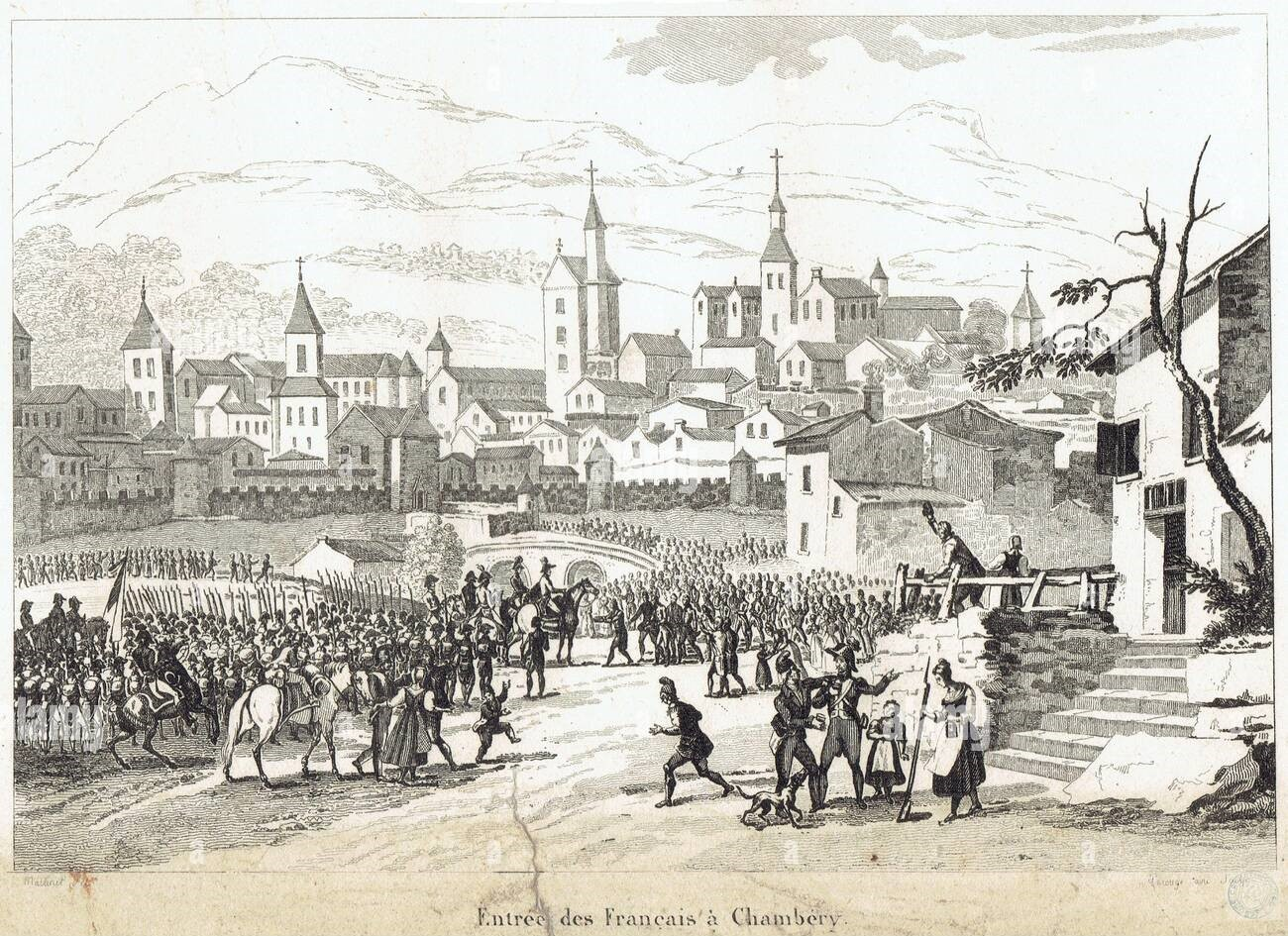
L'ingresso delle truppe francesi a Chambéry il 22 settembre 1792.

Il comando dell'esercito piemontese era nominalmente nelle mani del re, tuttavia nella sostanza erano i suoi figli e il suo fratellastro, il duca del Chiablese, ad averne realmente il comando anche se non erano coinvolti direttamente nella vita da campo. Oltre al "partito piemontese", energicamente antifrancese, si era nel frattempo venuto a creare un "partito austriaco" a guida dell'ottuagenario De Vins, decisamente più cauto e con un atteggiamento difensivo se non contenitivo dei successi francesi. Il duca d'Aosta, il futuro re Vittorio Emanuele I, era apertamente contrario alle intromissione di Vienna e aveva creato una sorta di "consiglio segreto" anche in polemica con il lassismo e la scarsa determinazione di suo fratello, il principe di Piemonte.
Nel frattempo anche il controllo del Mediterraneo era nell'agenda francese e sicuramente la flottiglia sarda non poteva occuparsene adeguatamente. La Repubblica di Genova, da secoli ostile al regno sardo, garantiva la sua neutralità se non la celata collaborazione con gli agenti francesi, il granducato di Toscana, sebbene fosse governato da un arciduca austriaco, cercava di mantenersi fuori dal conflitto mentre solo il regno di Napoli pareva interessato a contrastare gli interessi francesi ergendosi quindi a probabile futura potenza marittima mediterranea. Tuttavia, nel dicembre del 1792, la marina francese fece un atto dimostrativo a Napoli facendo naufragare ogni sogno di supremazia navale napoletana. L'aiuto giunse infine dall'Inghilterra la quale aveva tutto l'interesse di contrastare l'espansionismo francese: nella primavera del 1793 le corti di Torino e Londra sottoscrissero un accordo di cooperazione contro la Francia destando non poche polemiche a Vienna.

## La fallita controffensiva del 1793

Fuciliere del Reggimento vallesano "de Courten". La capitolazione, ovverosia il reclutamento, di reggimenti svizzeri era pratica comune di molti stati di Antico Regime. Il regno sardo, durante la guerra delle Alpi, giunse ad avere all'attivo ben sette reggimenti mercenari elvetici.

Il 1793 si aprì con l'esercito austro-piemontese attestato sulle Alpi e diviso in quattro Corpi d'Armata:
- I Corpo d'Armata, numericamente piccolo, attestato in Valle d'Aosta e guidato dal conte Carlo Emanuele Balbo Bertone di Sambuy (1723-1808) e da Eugène-Guillaume Argentau;
- II Corpo d'Armata nella Valle di Susa e guidato dal marchese di Cordon e da suo fratello barone Joseph-Amédée Sallier de la Tour;
- III Corpo d'Armata nella Valle Stura guidato dal conte Leopold Lorenz von Strassoldo, da Giovanni Provera e dal principe di Carignano;
- IV Corpo d'Armata, il più consistente, fra il Tenda e il nizzardo orientale dal conte di Sant'Andrea, da Michele Colli-Marchini e dall'anziano barone Antonio Dellera di Corteranzo (1724-1801).

Nei vari Stati Maggiori, quindi, coesistevano sia l'elemento piemontese sia quello austriaco e, benché formalmente il capitano generale restava il re, la strategia da adottare veniva studiata dal generale austriaco De Vins. I rapporti fra gli alleati erano pessimi: il conte di Sant'Andrea, ad esempio, era in perenne disaccordo con Colli. Ma pure fra i piemontesi esistevano gelosie e rivalità a tal punto che i primi due corpi d'armata vennero riuniti sotto il comando nominale del duca del Chiablese per ovviare le invidie fra Bertone e il Cordon.
Anche i francesi, però, non se la passavano benissimo. I sospetti di tradimento degli ideali della Repubblica e di simpatia del passato regime e la ritenuta inefficienza di alcuni generali portarono al trasferimento o al deferimento a Parigi dei responsabili. Il generale Montesquiou-Fézensac, ad esempio, dopo aver occupato la Savoia nella campagna precedente, fu ritenuto responsabile di collusione con il governo della Repubblica di Ginevra, di conseguenza, per timore di ritorsioni, preferì passare il confine rifugiandosi in Svizzera. Da Parigi fu inviato il generale François-Christophe Kellermann. Non se la passò bene nemmeno Anselme il quale, dopo aver occupato il nizzardo, tentò, infruttuosamente, di conquistare Oneglia, città costiera della riviera ligure in mano sabauda: il fallimento di questa azione sommata alle difficoltà di mantenere l'ordine delle sue truppe attirò le antipatie della Convenzione Nazionale la quale decise di richiamarlo a Parigi sostituendolo con il generale Gaspard de Brunet.
In questo clima di sospetti v'erano, tuttavia, delle buone intenzioni: la rinnovata intesa anglo-piemontese e l'appoggio che Londra garantiva al regno di Napoli insieme alla flotta della Spagna potevano offrire al Piemonte una chance per scacciare i francesi dalle Alpi e, magari, spingersi sino al Delfinato dove, era giunta voce, si erano rifugiati molti simpatizzanti della causa realista. Il regno sardo, quindi, avrebbe guidato, insieme agli austriaci, due offensive, una in Savoia e una a Nizza mentre le marine di Gran Bretagna, Spagna e Napoli si sarebbero occupate della Provenza e specialmente del porto militare di Tolone. Se le offensive sabaude fossero andate a buon fine, dal Nizzardo si sarebbero ricongiunti con gli alleati più a Occidente mentre, dalla Savoia, si avrebbe avuto buon gioco di raggiungere Lione grazie al ritenuto certo appoggio della popolazione.

### Le attività francesi nel Nizzardo

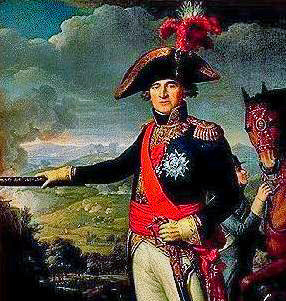
Il generale Sérurier. Veterano già ai tempi dei primi moti rivoluzionari, stava sinceramente accarezzando l'idea di andare in pensione poco prima dell'arrivo di Bonaparte. L'arrivo del nuovo comandante riaccese in lui la passione e decise di restare nell'esercito a completare la campagna militare.

Nel febbraio del 1793 l'Armata del Varo, guidata dal generale Armand-Louis de Gontaut-Biron, iniziava l'offensiva verso le il Col de Braus, nei pressi di Sospello, supportando l'avanzata centrale del suo collega Brunet. I movimenti ebbero successo permettendo ai francesi di conquistare Sospello in aprile arrivando a minacciare Lantosca. Poiché Biron venne trasferito al comando dell'Armata della Vandea, il comando tornò a Brunet ponendolo, tuttavia, sotto il comando di Kellermann, comandante in capo dell'Armata delle Alpi. L'intenzione del generale francese era quella di attaccare il massiccio dell'Authion, dove si erano asserragliati i piemontesi comandati dal conte di Sant'Andrea e dal generale Colli-Marchini, nel tentativo di aggirare la fortezza di Saorgio. Una prima battaglia, iniziata l'8 giugno, vide i francesi in vantaggio e gli austro-piemontesi in ritirata. A causa dei preparativi affrettati, le forze repubblicane non riuscirono a guadagnare una vittoria decisiva e fermarono la propria avanzata. Insoddisfatti dei progressi, i commissari inviati sul luogo, tra cui anche il futuro membro del Direttorio Barras, obbligarono Brunet a cercare nuovamente lo scontro, a costo di combattere sotto la pioggia ed i fulmini: i francesi tentarono quasi disperatamente di assaltare le posizioni fortificate dei piemontesi sull'Authion per compiacere i commissari politici, ma fallirono e vennero respinti su tutta la linea. Nella battaglia si distinse per il vigore il corpo franco degli emigrati francesi guidati da Dominique-Fidèle de Bonneaude. Pochi giorni dopo, in concomitanza con il timore di uno sbarco spagnolo a Villafranca, le forze di Brunet indietreggiarono verso Nizza, lasciando la possibilità ai loro rivali la possibilità di tornare ad occupare le loro precedenti posizioni.

#### La rivolta di Tolone

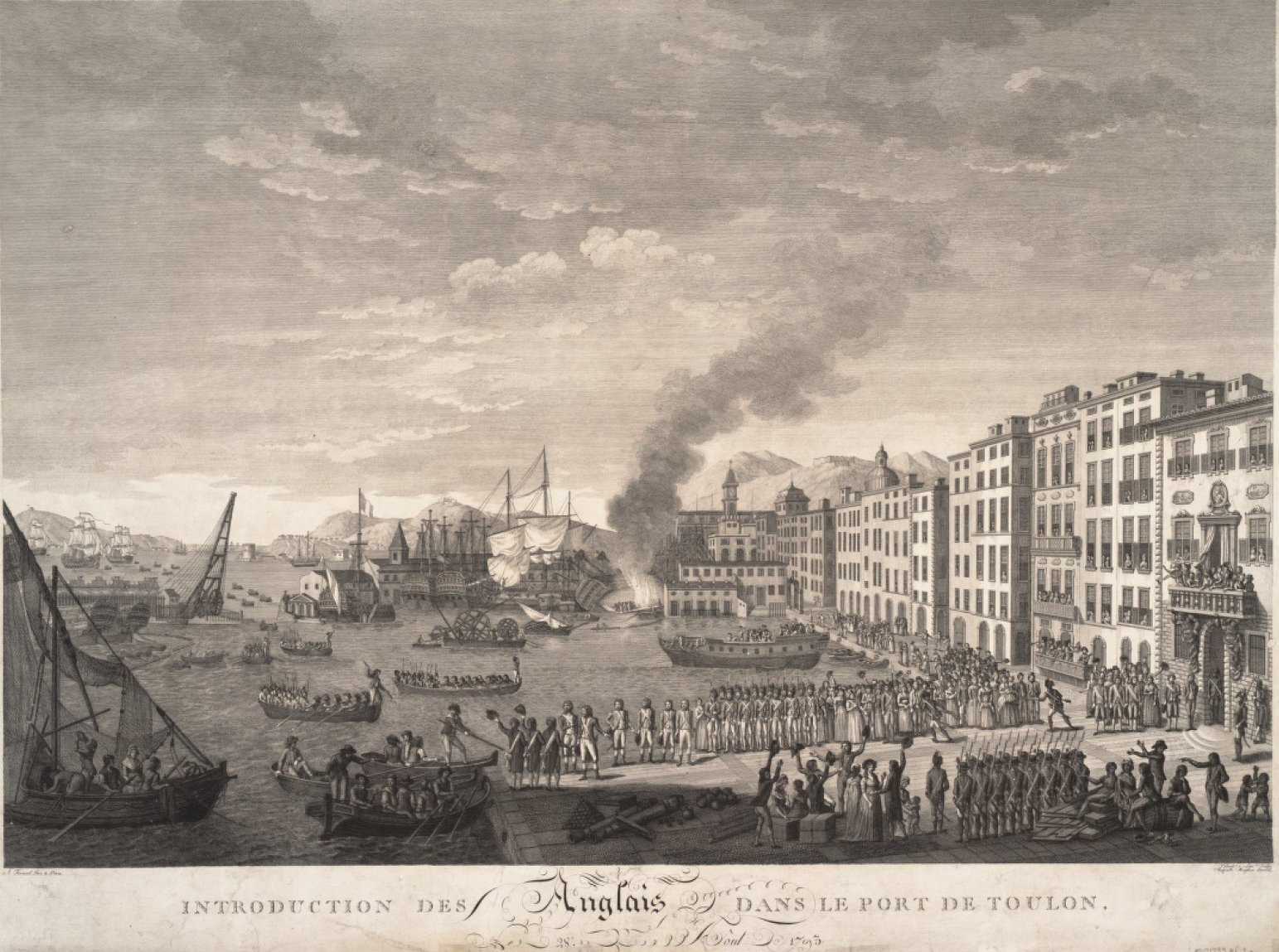
Flotta anglo-spagnola a Tolone nel 1793.

Forti del successo piemontese all'Authion, gli inglesi, dopo aver sottoscritto un trattato di cooperazione militare anche con il regno di Napoli, decisero di passare all'offensiva appoggiando la controrivoluzione guidata dal contrammiraglio Jean-Honoré de Trogoff de Kerlessy (1751-1794) ed avvallata dal barone francese Thomas Lebret d'Imbert a Tolone. Il 28 luglio la flotta britannica di Samuel Hood entrava nel porto militare francese e contemporaneamente chiedeva rinforzi alle corti di Torino, Napoli e Vienna. Quest'ultima rifiutò seccamente mentre sia Napoli sia il Piemonte inviarono uomini. Vittorio Amedeo, deciso a cooperare con gli inglesi per continuare l'avanzata nel nizzardo, inviò il giovane Ignazio Thaon di Revel con circa 2500 uomini mentre Ferdinando IV di Napoli ne inviò circa 6500 comandati dal principe Fabrizio Pignatelli di Cerchiara (1747-1796). L'arrivo ulteriore degli spagnoli guidati da Juan de Lángara y Huarte e da Federico Carlo Gravina de Montevago fecero ben sperare della riuscita dell'impresa. Revel, tuttavia, si rese ben presto conto che agli inglesi poco interessava della buona riuscita dei disegni espansionistici del monarca piemontese e, anzi, i rapporti fra i britannici e gli spagnoli, con i quali v'erano pure delle brigate irlandesi mercenarie, era decisamente teso se non apertamente ostile. L'autunno, tuttavia, si apriva nel peggiore dei modi per gli alleati, la controffensiva piemontese sul Varo guidata dal duca d'Aosta era, come si vedrà, miseramente fallita e la rivoluzione dei federalisti a Lione, in qualche modo spalleggiata anche dai monarchici, era stata repressa nel sangue. La comparsa di un giovane ufficiale d'artiglieria, Napoleone Bonaparte, diede il colpo di grazia all'avventura alleata a Tolone: dopo aver presentato un piano alternativo a quello giudicato troppo temerario elaborato dal vegliardo generale del genio Jean-Claude Le Michaud d'Arçon (1733-1800), fu deciso che la conquista della "Piccola Gibilterra" era vitale per costringere il reimbarco degli inglesi e la loro conseguente fuga. Dopo aver respinto una sortita alleata guidata dal generale inglese Charles O'Hara, che fu fra l'altro catturato dai francesi, a metà dicembre si procedette all'attacco. Massena, Dugommier e Bonaparte guidarono l'offensiva generale che terminò nel giro di tre giorni costando la sconfitta e la ritirata alleata da Tolone.

### La campagna in Savoia

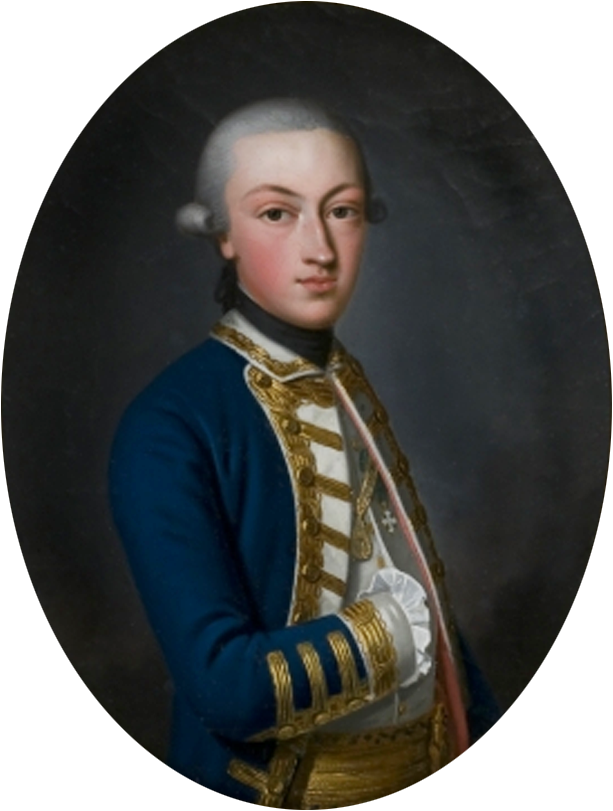
Ritratto del duca del Monferrato Maurizio Giuseppe di Savoia (1762-1799) custodito presso la Reggia della Venaria Reale. Il duca guidò la sfortunata offensiva in Savoia nell'autunno 1793.

Mentre Lione si sollevava contro la Convenzione Nazionale (9 agosto) e la flotta inglese entrava a Tolone (28 luglio), l'esercito sabaudo, forte anche dell'entusiasmo guadagnato dopo la vittoria all'Authion (12 giugno), si muoveva per riconquistare la Savoia e, si prospettava, anche di dilagare nel Delfinato. Il comando supremo era affidato al duca del Monferrato che si trovava, insieme ad Argenteau, in Tarantasia, poi v'erano altre due divisioni, una in Moriana guidata dai fratelli de la Tour e un'altra di riserva e più piccola comandata dal settuagenario generale barone Pio Chino (1722-1794) lasciata al Moncenisio. I francesi, inferiori di numero in quanto Kellermann aveva dovuto inviare una parte della sua Armata a sedare la rivolta lionese e ad aiutare i colleghi a Tolone, erano così disposti: il generale Charles-Philippe Badelaune, con il grosso delle forze, stava in Tarantasia mentre il generale Jean-Denis Le Doyen (1751-1802) in Moriana. Alla metà di agosto, dunque, iniziava, molto cautamente, l'offensiva in Savoia, già in qualche maniera inaugurata alla fine di luglio con i movimenti del marchese di Cordon contro Le Doyen. Il duca del Monferrato puntava su Moûtiers e, coadiuvato dall'abile barone Joseph-Amédée de la Tour che nel frattempo gli era stato inviato dal marchese di Cordon, vi faceva il suo ingresso trionfale il 22 agosto. Victor-Amédée de la Tour, tuttavia, dal canto suo, si muoveva ancora più lentamente del duca del Monferrato adducendo a scarsi se non quasi assenti ordini da Torino da parte del generale De Vins: il 18 agosto i piemontesi entravano a Modane e, poi, a Saint-Jean de Maurienne lasciando tuttavia che Le Doyen potesse nel modo più indisturbato ritirarsi dalle sue posizioni. Il duca del Monferrato contava in una sicura sollevazione dei savoiardi a danno degli occupanti francesi ma ci si rese ben presto conto che più ci si inoltrava nella regione più la presenza dei repubblicani era forte. Ciononostante il rampollo sabaudo attendeva a Moûtiers che il Faucigny si sollevasse fiducioso che la popolazione avrebbe dato vita ad una guerriglia come in modo analogo era avvenuto nel nizzardo ma, quando si venne a sapere che un ufficiale piemontese era stato linciato dai rivoluzionari ad Annecy e che Kellermann era riuscito a domare i ribelli federalisti a Lione, la già debole offensiva austro-sarda perse ancor più vigore. La mancata presa di Conflans da parte dei sabaudi, inoltre, aveva dato maggiori prospettive di vittoria ai francesi tant'è che, fra il 15 ed il 22 settembre, questi ripresero in mano la situazione cominciando ad abbandonare l'atteggiamento difensivo avuto sinora. Proprio quando l'offensiva francese avrebbe dovuto iniziare, da Parigi giunse l'ordine di arresto per Kellermann, accusato di essere stato troppo moderato nei confronti degli abitanti di Lione rivoltatisi contro la Convenzione. Sebbene Kellermann fosse stato deferito alla capitale, i generali Le Doyen, Badelaune, Antoine Joseph Santerre e Henri-Alexandre de Sarret (1767-1794) iniziarono le operazioni offensive seguendo i disegni di Kellermann. Mentre Santerre veniva respinto nel Faucigny, Sarret e Le Doyen riuscivano a costringere la ritirata delle brigate del marchese di Cordon dal Chiablese e dalla Moriana, frattanto, da Conflans, Baudelaune avanzava vigorosamente contro Argenteau. Scacciate le avanguardie sabaude, Baudelaine poté ora occuparsi del grosso della divisione del duca del Monferrato il quale decise di sgomberare Moûtiers, ripresa trionfalmente dai francesi il 2 ottobre. Nel giro di pochi giorni l'offensiva piemontese era fallita e l'esercito sardo era ritornato nelle posizioni precedenti.

### Movimenti piemontesi nel Nizzardo

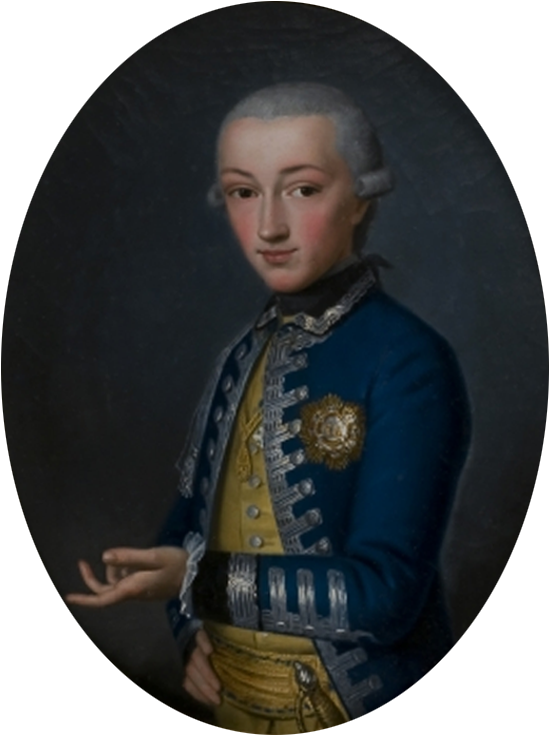
Ritratto del duca d'Aosta Vittorio Emanuele di Savoia (1759-1824) custodito presso la Reggia di Venaria Reale. Il duca d'Aosta fu uno dei principali responsabili del fallimento dell'offensiva nel nizzardo del 1793.

Mentre il duca del Monferrato si apprestava a preparare l'offensiva in Savoia, anche sul fronte nizzardo, dove già era stata riportata una grande vittoria in giugno, ci si preparava ad una trionfale ed inarrestabile avanzata: Vittorio Amedeo era così fiducioso della buona riuscita delle operazioni che, il 21 agosto, era partito insieme a De Vins e ai due figli minori, Carlo Felice duca del Genevese e Giuseppe Placido conte di Moriana, alla volta del Colle di Tenda. Il piano di attacco era stato studiato da De Vins ma, il duca d'Aosta, ostile alle intromissioni austriache ed ansioso di riportare una grande vittoria militare così da contentare sia la moglie sia il suo desiderio di rivalsa contro gli austriaci, approntò un piano tutto personalizzato. Il piano ideato da De Vins consisteva essenzialmente in un attacco massiccio guidato dal conte di Sant'Andrea su Lantosca coadiuvato dal duca d'Aosta il quale avrebbe dovuto raggiungere l'esercito alleato dal lato destro del fiume Vesubia, in più questi avrebbe dovuto mantenere i contatti con Strassoldo inviando un distaccamento a Saint-Dalmas-le-Selvage. Il generale Colli, invece, si sarebbe occupato del diversivo sul lato sinistro della Vesubia. Così studiato il piano pareva buono, tuttavia l'eccessiva distanza di Strassoldo e l'avanzata del corpo del duca d'Aosta in sentieri montani impervi lo rendeva di difficile esecuzione se non altro che pure l'eccessivo protagonismo di Vittorio Emanuele ritardò la già complessa offensiva. Il 4 settembre, tuttavia, il rampollo sabaudo, alla sua prima esperienza di comando, comunicava il suo personalissimo piano a De Vins che, rispondendo il giorno seguente di attenersi scrupolosamente invece a quello concordato, non restò altro che attendere. Iniziato l'attacco del conte di Sant'Andrea, ora questi attendeva i rinforzi del duca d'Aosta i quali, tuttavia, non giunsero mai: Vittorio Emanuele, infatti, aveva sbagliato strada e anziché raggiungere l'alleato dalla valle, arrivò attraverso un ripido sentiero di montagna ben l'8 settembre. Da quella posizione Revel non riusciva a vedere il duca d'Aosta che si imbatté in alcune ridotte controllate dai francesi. Non potendo sostenere l'attacco in solitaria, De Vins comunicò a Revel di ritirarsi tuttavia questi disobbedì fiducioso dell'arrivo del duca. Dal canto suo Vittorio Emanuele, non potendo continuare un attacco prolungato lungo un sentiero montano dovette ritirarsi verso Venanson. I francesi, ciononostante, decisero di abbandonare comunque Lantosca per meglio trincerarsi più indietro lasciandola ai sabaudi. Scontento dell'insuccesso, il re se ne tornò a Demonte mentre De Vins ritenne opportuno prendere egli stesso le redini della situazione. Cominciato l'attacco il 15 ottobre, gli austro-piemontesi guadarono il Varo schierandosi tuttavia troppo distanti gli uni dagli altri; i francesi, benché inferiori di numero, ne approfittarono costringendo gli alleati a sloggiare la piana di Giletta in soli tre giorni. Il conte di Sant'Andrea, il 21, provò dunque ad attaccare Utello venendo tuttavia respinto dagli uomini di Dugommier: di fronte all'ennesimo fallimento, De Vins, a fine novembre, si vide costretto a ripiegare anche se è da segnalare un ultimo tentativo di ripresa da parte della divisione del duca d'Aosta.
Al termine della campagna del 1793 i contrattacchi alleati erano miseramente falliti, i già complessi rapporti fra gli austriaci e i piemontesi si deteriorarono maggiormente e ciò ebbe particolari conseguenze nel primo semestre dell'anno successivo. Anche i francesi, tuttavia, attraversavano un delicato periodo politico ed il regime di Robespierre non trascurò i fallimenti dei vari ufficiali sul fronte italiano. Il generale Brunet, così come accadde anche al generale Biron, fu chiamato a Parigi e ghigliottinato per alto tradimento, come conseguenza per la pessima prestazione offerta dalla sua armata nella prima battaglia di Saorgio e nello scontro dell'Authion. Brunet venne sostituito dapprima dal generale Jean-François Carteaux dipoi, a marzo, dal generale Lazare Hoche, a sua volta rimpiazzato dall'anziano generale Pierre-Jadart Dumerbion (1737-1797) in aprile. In realtà il potere stava saldamente nelle mani di Antoine Saliceti, Augustin de Robespierre e Jean-François Ricord (1759-1818), il triumvirato di commissari del popolo che vigilavano sull'andamento della guerra.

## La campagna del 1794: le spallate francesi

### Mutamenti di comando e il piano d'attacco francese
Il 6 gennaio il Regio Consiglio di Guerra respinse la proposta avanzata dal Segretario di Stato per gli Affari Interni Giuseppe Graneri (1730-1797) di passare dalla parte francese e, nonostante le forti rimostranza perorate dal duca d'Aosta e dal duca del Chiablese, si decise di scorporare l'Armata in due Comandi Superiori ciascuno su due divisioni: il primo Comando, quello delle Alpi Occidentali, avrebbe dovuto essere piemontese e guidato da Vittorio Emanuele mentre il secondo, misto austro-piemontese, avrebbe dovuto essere guidato direttamente da De Vins.
- Armata delle Alpi Occidentali: Vittorio Emanuele duca d'Aosta come capitano generale e in sottordine il duca del Monferrato come capitano generale della divisione di Aosta mentre il principe di Carignano, promosso capitano generale ad hoc, per la divisione di Demonte, con loro anche il maggior generale Chino nelle Alpi Cozie settentrionali (Val di Susa e Val Chisone) e il maggior generale Provera nelle Alpi Cozie meridionali (Valle Maira, Val Varaita e Valle Grana);
- Armata "mista" austro-sarda: De Vins capitano generale e in sottordine i tenenti generali Colli-Marchini e Dellera al Colle di Tenda e i maggiori generali Argenteau e il marchese di Montafia, Luigi Costa della Trinità (†1803), ad Ormea, fra le Alpi Marittime e l'Appennino ligure.

Carta rappresentante le valli del Piemonte.

Le novità dal punto di vista militare, tuttavia, estromisero molti dei protagonisti del precedente anno, che lasciavano il loro ruolo. Il marchese di Cordon ed il conte di Sant'Andrea si ritirarono dal comando attivo. Il principe di Carignano, Carlo Emanuele di Savoia, come si è scritto, prese il posto del generale Strassoldo il quale venne collocato a riposo.

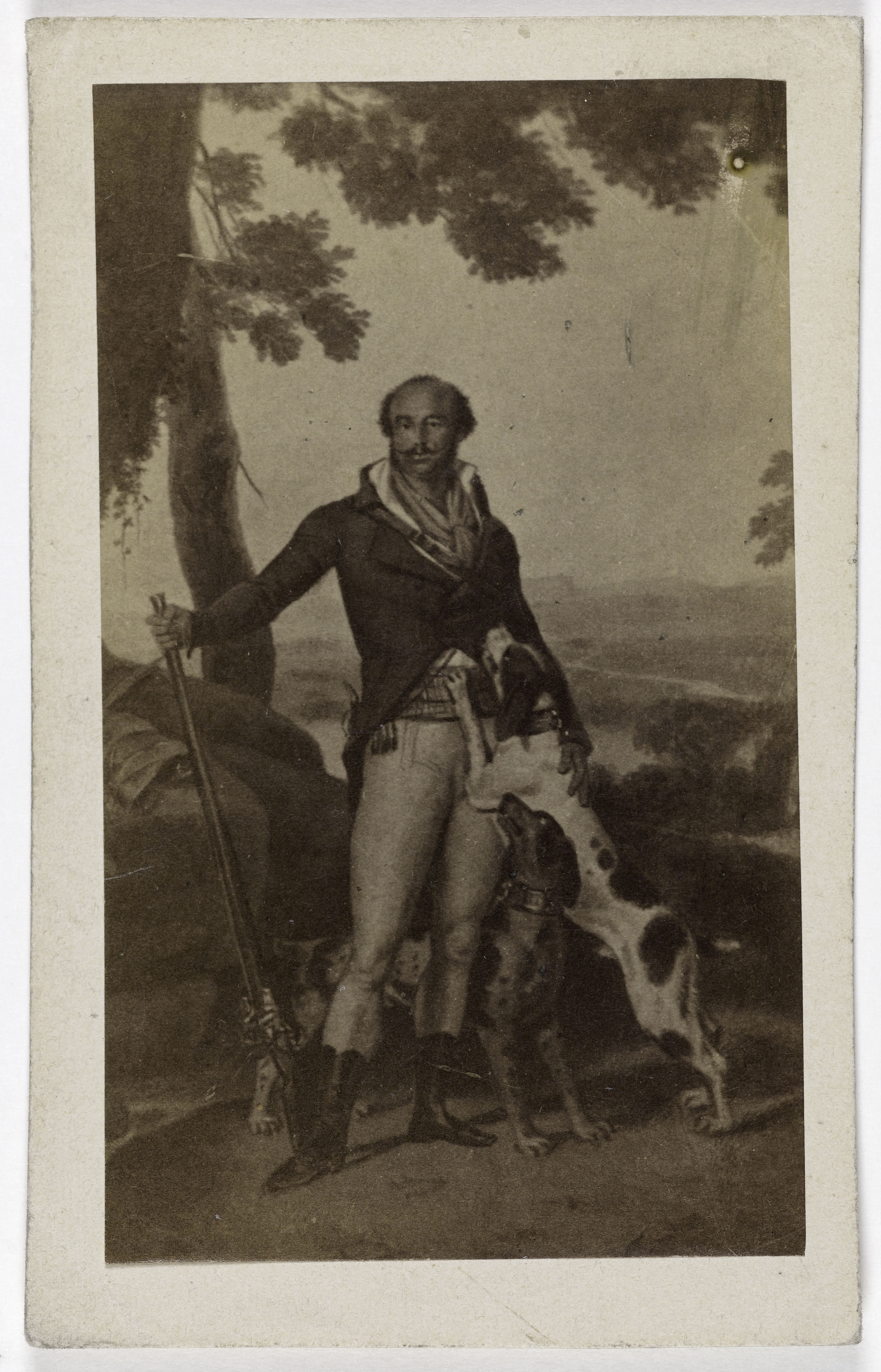
Ritratto del generale Dumas, soprannominato poi "il Diavolo Nero" per il colore della sua pelle.

Dal lato francese, il comando dell'Armata delle Alpi passò al generale Alexandre Dumas mentre quello dell'Armata del Varo al generale Dumerbion. A vigilare sopra questi due generali rimanevano i commissari governativi Saliceti, Robespierre e Ricord, ora affiancati anche dall'italiano Filippo Buonarroti. In più Lazare Carnot, responsabile militare del Comitato di Salute Pubblica, aveva aumentato i ranghi francesi grazie alla levée en masse favorendo l'amalgama fra le nuove reclute e i veterani.
L'obiettivo dell'Armata del Varo e di quella delle Alpi era quello di penetrare in Piemonte facendolo capitolare così da avere buon gioco per il resto dell'Italia settentrionale. Caduto il regno sardo, si pensava infatti, il resto dei potentati italiani non avrebbero rappresentato una seria minaccia per la Francia. Carnot, inoltre, aveva ideato tre direttrici d'attacco per mettere in crisi la difesa austro-sarda: per minacciare Torino e Aosta si avrebbe dovuto occupare il Moncenisio e il Piccolo San Bernardo, frattanto si sarebbe aperta l'offensiva su Saorgio e il Tenda per avanzare su Cuneo coadiuvata dal controllo della sabauda Oneglia e dei valichi verso Ceva e quindi Ormea-Col di Nava e Garessio-San Bernardo. Le operazioni sulle Alpi Liguri, tuttavia, prevedevano lo sconfinamento nei territori della Repubblica di Genova, sinora rimasta neutrale ed inviolata sia dai piemontesi sia dai francesi. Per tale motivo, il Comitato di Salute Pubblica, approvò il progetto escludendo però il transito militare in territorio genovese ed approvando un attacco via mare su Oneglia, considerato di vitale importanza per la riuscita del progetto.

### La prima fase: teatro ligure e quello valdostano

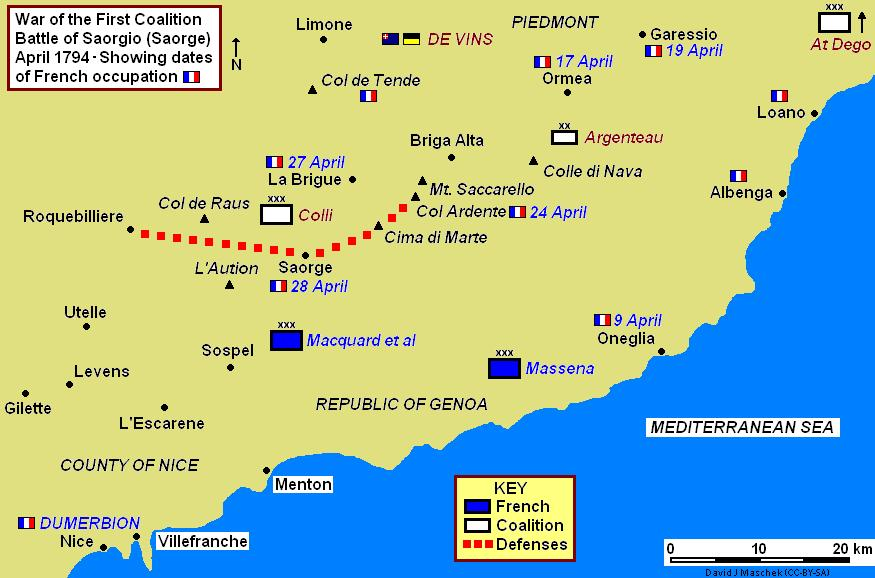
Mappa delle operazioni attorno a Saorgio nel 1794.

Dumerbion aveva posto particolare fiducia in tre emergenti generali, distintisi nel precedente anno, ovvero Sérurier, Massena ed il giovanissimo Bonaparte. Quest'ultimo, in particolare ebbe immensi meriti nella realizzazione dei piani di guerra che portarono alla caduta di Saorgio e all'avanzata francese verso la Repubblica di Genova. Bonaparte, avendo visitato nel 1792 sotto Anselme i luoghi dove i francesi avrebbero dovuto combattere e dove si erano incagliati l'anno precedente ed avendo studiato le campagne francesi del 1744-1745, si era reso contro che il Milleforche, l'Authion ed il Raus non sarebbero mai caduti con un attacco frontale e quindi Saorgio risultava inespugnabile. Tuttavia, rinunciando ad un attacco diretto, ma agendo tramite un'accurata manovra, era possibile costringere gli austro-piemontesi ad abbandonare le cime e la stessa Saorgio: bisognava aggirare la posizione dei coalizzati sulla sinistra, passando per la Roia, la Argentina e la Nervia, conquistando le montagne su quel lato. Così facendo sarebbero state recise le comunicazioni con la fortezza di Saorgio: caduta la fortezza, le posizioni delle forze antifrancesi sulle montagne circostanti sarebbero state presto abbandonate e le forze repubblicane avrebbero rapidamente potuto marciare verso il Colle di Tenda, bloccando l'accesso alla Contea di Nizza ed aprendo la strada verso Cuneo. Unico ostacolo a questo piano era il supporto diplomatico della Repubblica di Genova, per la quale i francesi erano costretti a passare e da cui bisognava attendere il benestare. Gli obiettivi fissati dal Regime di Robespierre erano tutto sommato allineati con il piano di Bonaparte: il punto focale delle operazioni dell'armata di Dumerbion era quello di bloccare l'accesso al mare al Regno di Sardegna, impedendo così alle truppe della coalizione di ricevere il supporto britannico via mare. Similmente, l'Armata delle Alpi avrebbe dovuto cercare di conquistare i passi alpini che collegavano l'Italia alla Francia. Il veterano generale Dellera, tuttavia, che aveva combattuto nella guerra di successione austriaca, capì le intenzioni francesi e tentò di perorare una piano difensivo volto a rinforzare Dolceacqua arretrando sul Tenda mantenendo però una linea di contatto fra Saorgio e la Valle Stura. In realtà, anche altri numerosi esponenti dell'esercito piemontese, memori dell'impresa del maresciallo di Malleibois del 1747, avevano insistito per assumere la stessa linea difensiva utilizzata all'epoca. Da Torino, però, Dellera ricevette esito negativo nonostante il parere concorde anche del re, in quanto De Vins riteneva assurdo che i francesi attaccassero Oneglia poiché ciò avrebbe significato una loro potenziale esposizione al fuoco della marina inglese. Argenteau, inoltre, aveva ricevuto il compito da De Vins di presidiare la direttrice Oneglia-Albenga così da garantire il fianco sinistro verso la Lombardia ove si stava radunando un'armata austriaca lasciando tuttavia scoperto il fianco destro ove si trovavano gli alleati piemontesi.

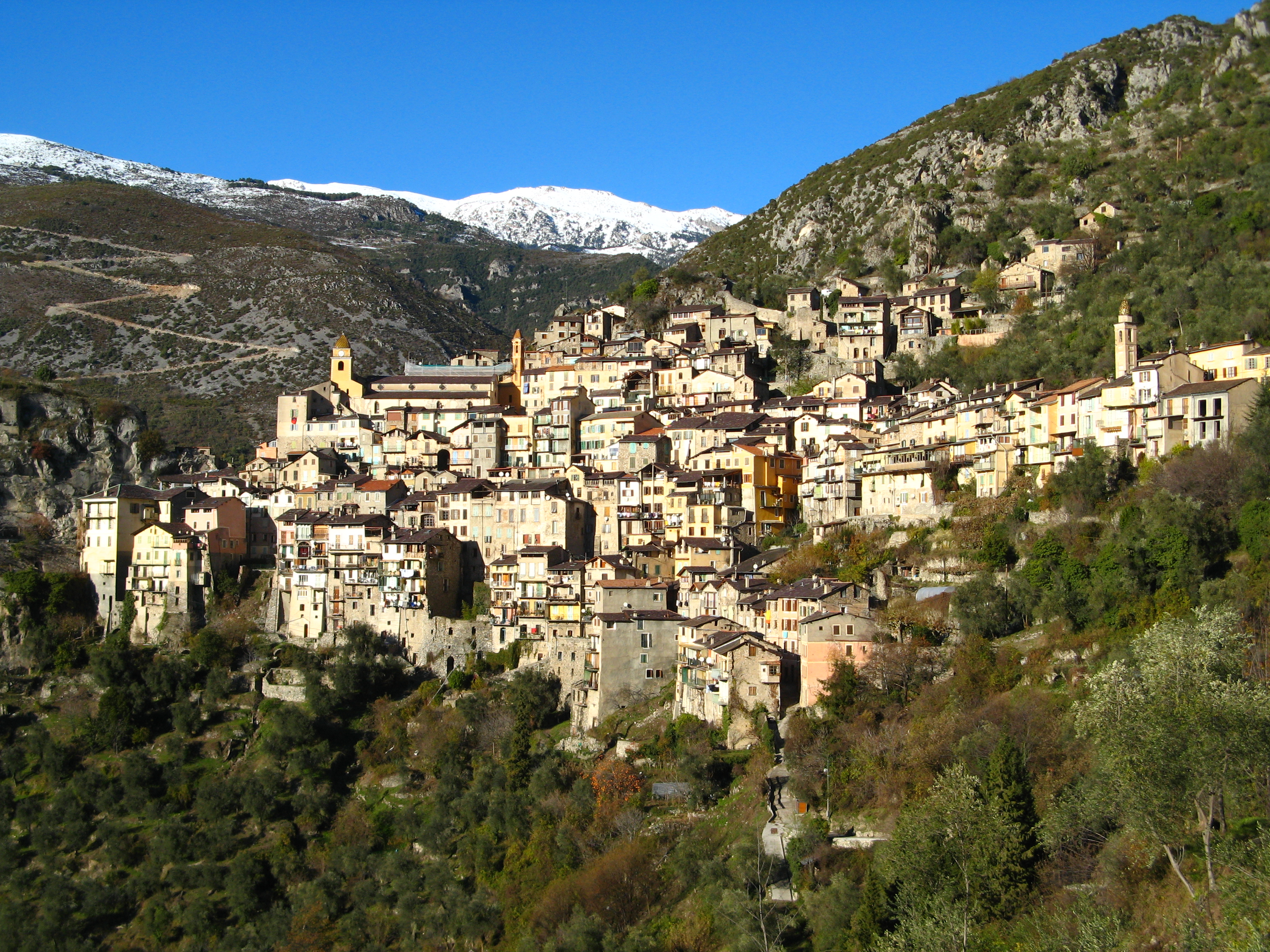
Vista di Saorgio.

I francesi, nel frattempo, cominciarono le manovre offensive: il 5 aprile Massena, insieme a Bonaparte, oltrepassò il confine della Repubblica di Genova a Ventimiglia continuando a violare il territorio genovese per tutto il litorale di ponente giungendo sino a Taggia. Da lì preparò due teste di ponte, una in direzione di Oneglia l'altra verso il Colle Ardente da cui si avrebbe potuto discendere verso Briga Marittima. Nel frattempo, poco più a nord, altre due divisioni francesi si attestarono alla volta di Saorgio. Se però l'attacco su Saorgio venne respinto a causa delle abbondanti nevicate, quello su Oneglia riuscì perfettamente anche a causa del mancato intervento austriaco di Argenteau: il generale Costa della Trinità, difensore del principato, evacuò verso le posizioni austriache verso il Nava permettendo ai francesi di entrare a Oneglia il 10 aprile. Su consiglio di Bonaparte, inoltre, il generale André Mouret (1745-1818) si apprestò anche ad occupare Albenga e Loano. Il generale Colli, nel frattempo, organizzò una linea difensiva che da Briga giungeva a Breglio passando per Saorgio: da lì decise di inviare un presidio al Colle Ardente, obiettivo di una delle divisioni francesi inviate da Massena. Allarmato dal successo francese sul litorale ligure, il re si risolse ad inviare il marchese di Albarey in Belgio ad insistere per un formale accordo difensivo con l'imperatore. Nel frattempo i movimenti francesi continuavano, il 16 aprile Massena e Mouret attaccarono le posizioni di Argenteau il quale non solo sgomberò Ormea e il San Bernardo ritirandosi a Ceva ma pure accusò ingiustamente Colli di averlo abbandonato alla mercé nemica. Il 27 iniziarono i primi attacchi francesi su Briga: attaccato dal lato sinistro da tre colonne guidate rispettivamente da Claude d'Allemagne (1754-1813), da Jacques Desjardin (1759-1807) e da Joseph-David de Barquier (1757-1844) e dal lato destro dal generale Nicolas Brûlé (1758-1794), il generale Colli resistette, ma al mattino del 28 Massena scatenò tutta la potenza di fuoco francese riuscendo definitivamente a far sloggiare i piemontesi da Briga subendo tuttavia non poche perdite. Poco dopo anche il forte di Saorgio, per ordine dello stesso Colli, si arrese ai francesi. 

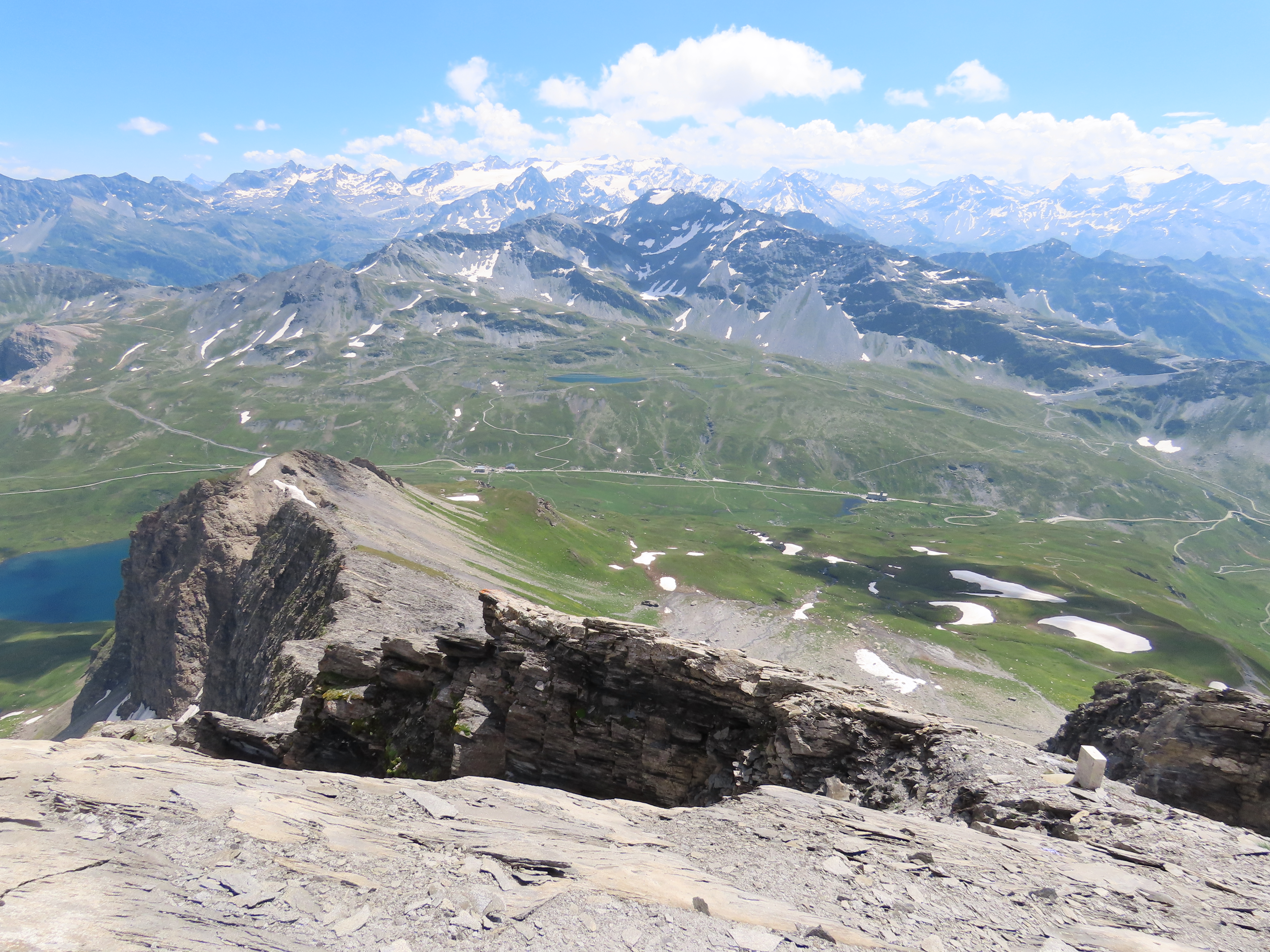
Colle del Piccolo San Bernardo visto dai monti adiacenti.

Le ostilità sul fronte alpino ebbero inizio il 24 marzo, principalmente con lo scopo di distrarre le forze sabaude dal fronte meridionale, sebbene i due comandi fossero indipendenti da entrambe le parti. Le posizioni sabaude erano attestate lungo le Alpi, dalle Cozie alle Graie e dal Monviso al Monte Bianco. Aprì le "danze" il generale francese Sarret guidando un attacco al Moncenisio, presieduto dall'ottuagenario generale Chino, venendo tuttavia non solo respinto ma ivi trovò pure la morte. Siccome le posizioni piemontesi lungo il confine del Piemonte occidentale erano ben difese, Dumas decise di attaccare dalla Valle d'Aosta sapendo inoltre che il duca del Monferrato si trovava a Torino poiché riteneva impossibile un attacco nemico massiccio con i passi alpini ancora innevati: l'intera vallata era custodita dal brigadier generale bernese Georges-Benoît de Rochmondet. Il 20 aprile i francesi, guidati dai generali Louis Alméras (1768-1828) e Badelaune, iniziarono i movimenti verso il Piccolo San Bernardo e, sfruttando il tradimento di un ufficiale bernese, il 23 cadde nelle mani francesi il Monte Vallesano: i piemontesi dovettero quindi sgomberare anche il Piccolo San Bernardo. Giunto ad Aosta il 25 aprile, il duca del Monferrato trovò l'Alto comando piemontese in piena crisi in quanto i più accusavano di tradimento i bernesi dei quali, fra l'altro, faceva parte proprio Rochmondet. Constatata l'indifendibilità di Aosta stessa, il duca si risolse a retrocedere dapprima a Saint-Pierre dipoi al castello di Quart ordinando pure lo svuotamento del più a valle forte di Bard. Il generale Dumas, tuttavia, non aveva l'intenzione di discendere la Dora Baltea verso Ivrea ma come obiettivo aveva quello di aggirare più a sud il Moncenisio così da permettere alla divisione alleata di penetrare in Val di Susa.

### La seconda fase: la crisi del Piemonte e la politica italiana di Vienna
Il 7 maggio iniziò la seconda fase dell'attacco: innanzitutto dal Delfinato partirono tre colonne per attaccare le Valli Varaita e Susa, una prima colonna francese conquistò velocemente Chianale dopo aver passato il Colle dell'Agnello, una seconda fu fermata dal forte Bramafam prima di entrare a Bardonecchia mentre la terza occupò Cesana e Oulx. Il forte di Exilles si trovava dunque circondato su tre lati subendo le numerose operazioni di assedio del generale Louis Joseph Marie Rogon de Carcaradec (1742-1802).                                                                                     Contemporaneamente anche Massena si muoveva a sud per prendere il Colle di Tenda, difeso da Colli e Dellera. Il 7 i generali Claude Louis Brun (1735-1811), detto Lebrun, e D'Allemagne partirono da Briga alla volta del Tenda sostenuti da Massena, i piemontesi, dopo che il fianco sinistro era ceduto, decisero di ripiegare verso Limone Piemonte. Nel frattempo i piemontesi approntarono gli ultimi trinceramenti difensivi a Borgo San Dalmazzo.                                                                                                                                                                    Sulle Alpi occidentali il generale Dumas stava approntando la presa del Moncenisio difeso da Chino. L'attacco francese, coadiuvato anche da guide alpine filofrancesi, ebbe un rapido successo a tal punto che in soli tre giorni il contingente sabaudo non solo perse il controllo del Colle ma pure dovette attestarsi più a sud difeso dall'artiglieria del forte della Brunetta. Il generale Chino rassegnò le dimissioni al re il quale tuttavia, vista la lunga carriera e onestà, decise di collocarlo temporaneamente a riposo nella sua città natale, Montemagno, dove poi morì pochi mesi dopo. Lo sostituì il marchese Carlo Vittorio Damiano di Salicetto (1733-1810), fratello del futuro Segretario di Stato per l'Interno Clemente Damiano di Priocca (1749-1813).

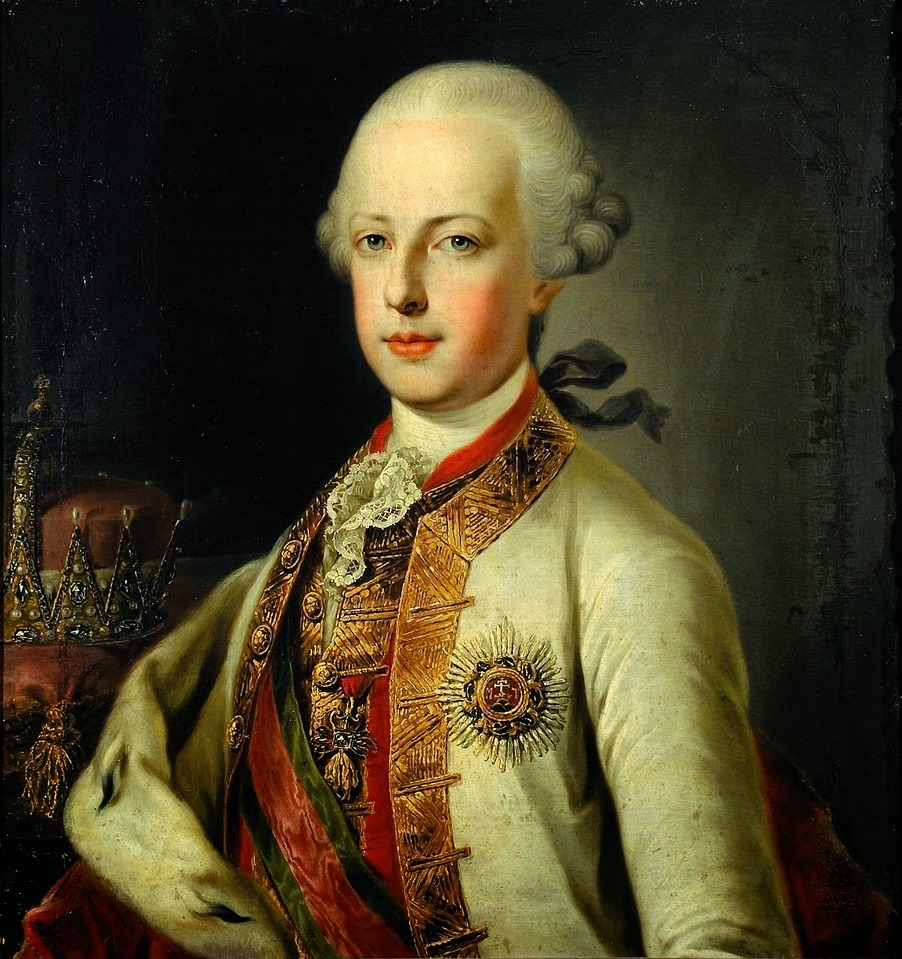
Ferdinando Carlo d'Asburgo-Lorena, arciduca austriaco e ultimo governatore del ducato di Milano.

Nel frattempo la politica austriaca stava comprendendo perfettamente che il regno sardo presto o tardi sarebbe caduto e l'Austria era ben pronta a sacrificarlo per tutelare i propri domini in Italia. Se Vienna considerava il Piemonte già spacciato, Milano era più ottimista. Il governatore di Milano nonché comandante supremo delle forze austriache in Italia, Ferdinando Carlo d'Asburgo-Lorena, cercava di mantenere ancora una parvenza di collaborazione con Vittorio Amedeo e, scontento dell'operato fallimentare di De Vins, nominò comandante in capo delle truppe della Lombardia il generale d'artiglieria Olivier Remigius von Wallis auf Carrighmain, il quale aveva il compito di avanzare verso Savona. Quando in aprile Massena aveva sferrato l'attacco su Oneglia e Loano, l'armata di Argentau aveva proprio il compito di coprire quella proveniente dalla Lombardia di Wallis. La politica del ministro Thugut, ostile ai Savoia, si faceva sempre più dichiaratamente antisabauda a tal punto che, in un tentativo di allestire una Lega italiana, pensò di escludere proprio il regno di Sardegna, che pure aveva aderito al trattato di Aranjuez, includendo invece la Repubblica di Venezia, rimasta sempre nella sua proverbiale "neutralità armata". Come era lecito aspettarsi, Venezia si smarcò subito dalla proposta austriaca ed egualmente fece lo Stato della Chiesa e persino il granducato di Toscana, insofferente sia al controllo inglese di Livorno sia al conseguente status di cobelligerante contro la Francia, adducendo ad evidenti problemi di politica interna in caso di adesione al progetto austriaco. Soltanto i piccoli ducati padani, quello di Parma e Modena, costretti dalle clausole del trattato del 1752, si risolsero, controvoglia, ad inviare qualche piccolo simbolico contingente. Fra tutti gli Stati italiani, soltanto la Corte di Napoli decise di aiutare la causa inviando un sussidio pecuniario al Piemonte e radunando un'armata da inviare in Settentrione a Sessa. L'accampamento napoletano, tuttavia, fu un fiasco causa epidemie ed ammutinamenti. Di fronte al fallimento delle missioni diplomatiche presso le corti italiane, il governo di Vienna si vide costretto a rivalutare le proposte piemontesi avanzate dal plenipotenziario marchese d'Albarey, inviato presso lo Stato Maggiore austriaco a Valenciennes da Vittorio Amedeo già da metà aprile: il 23 maggio, un più mite Thugut e Albarey sottoscrissero la tanto controversa «convenzione militare» che stabiliva effettivamente un maggiore impegno austriaco al fianco dei piemontesi ma anche il passaggio di una divisione di Colli, quella al comando di Argentau, sotto l'egida di Wallis. Restava comunque comandante in capo delle forze austriache in Italia De Vins forse perché si riteneva che ben presto sarebbe stato giubilato per gli oltrepassati limiti di età e per le scarse condizioni di salute.

## La campagna del 1795
Se il 1794 si era concluso con dei notevoli progressi da parte delle forze repubblicane sul fronte italiano, gli organi governativi francesi avevano piani decisamente differenti per l'anno seguente. Infatti, dopo gli scontri di Fleurus, i francesi avevano sostanzialmente sfondato il fronte delle Fiandre, trovando un facile passaggio verso l'Olanda, poi occupata dall'armata di Pichegru, mentre le armate imperiali si ritiravano oltre il Reno e quelle inglesi si rifugiavano nei possedimenti dell'Hannover. Eliminata la minaccia proveniente da nord, il governo francese concentrò i propri sforzi sul fronte del Reno, dove si sperava di ingaggiare e sconfiggere gli austriaci in qualche battaglia campale e di giungere rapidamente a Vienna passando per la Baviera. L'attuazione di questa strategia comportò una netta riduzione delle risorse militari ed economiche destinate alle altre armate. L'Armata d'Italia non fu un'eccezione e Dumerbion prima e poi il suo sostituto, il generale Schérer, dovettero fare i conti con delle pesanti limitazioni finanziarie che impedivano loro di prendere l'iniziativa e alla loro armata di avanzare contro gli eserciti della coalizione. Non è quindi un caso che durante quest'anno le attività francesi sul fronte italiano siano state estremamente ridotte, per la maggior parte attenendosi a compiti difensivi e conservando le posizioni ottenute nell'annata precedente.

## 1796: Bonaparte al comando

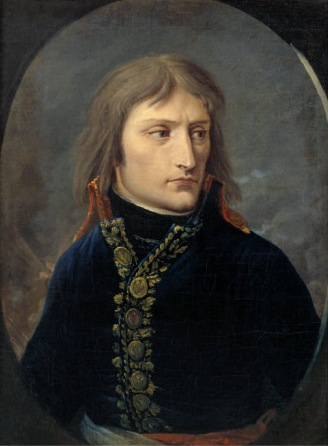
Bonaparte nella Prima Campagna d'Italia.

L'anno 1795 si era concluso senza grandi avvenimenti sul fronte italiano, con l'eccezione della battaglia di Loano, che aveva permesso alle truppe francesi di penetrare nel territorio dell'attuale Liguria, ma che non aveva trovato seguito, parzialmente per colpa delle condizioni pessime dell'Armata d'Italia, parzialmente a causa dell'atteggiamento prudente del generale Schérer. Nell'inverno seguente il comandante dell'armata francese, stanco di ricevere ordini da parte del Direttorio su come gestire la campagna, rassegnò le proprie dimissioni. Il Direttorio accettò le dimissioni di Schérer nel marzo del 1796, inviando al suo posto un giovane generale corso alla prima esperienza di comando di un'armata. Così posta, quella di Napoleone Bonaparte, almeno inizialmente, sembrava una promozione più di natura politica che militare, in particolar modo come ricompensa per aver sedato la rivolta realista di Parigi. Molti dei soldati di vecchia data, però, ricordavano bene il periodo dell'assedio di Tolone e conservavano un buon ricordo dell'ufficiale d'artiglieria che era riuscito a portare alla vittoria i rivoluzionari. Inoltre, Bonaparte aveva servito come ispettore dell'artiglieria nell'Armata d'Italia nel 1794 e la presa di Saorgio avvenne soprattutto grazie ad un piano di sua creazione.
L'energia e il carisma di Bonaparte furono indispensabili per la riuscita della sua campagna: spostò il quartier generale francese da Nizza a Savona ed iniziò immediatamente a raccogliere tutte le informazioni possibili sui posizionamenti delle proprie truppe e su quelle nemiche. Nel tempo di un mese dal proprio arrivo, aveva già formulato un piano di azione per eliminare i piemontesi dal conflitto, facendo uso della "strategia della posizione centrale": sfruttando la separazione geografica tra l'esercito piemontese e quello austriaco, unita alla scarsa collaborazione e fiducia reciproca, Bonaparte pianificò si attaccare il punto più debole dello schieramento nemico, individuato nella cittadina di Carcare, per poi combattere separatamente contro i due eserciti. In questo modo, invece di affrontare un unico esercito con 60000 uomini, ne avrebbe dovuti affrontare due molto meno numerosi. Nello specifico, Napoleone intendeva fare uso di una strategia, ideata nel 1745 dal maresciallo di Francia marchese Jean-Batiste Desmarets de Maillebois, che faceva leva sulla conquista della roccaforte di Ceva per estromettere i piemontesi dal conflitto: presa la fortezza, l'armata francese avrebbe direttamente puntato a Torino, costringendo le forze monarchiche sabaude alla resa.

Bandiera colonnella del Reggimento Savoia nel 1796.

Ad ogni modo, le condizioni dell'esercito di Bonaparte erano misere: le paghe dei soldati erano in ritardo di mesi; le malattie dilagavano tra i vari reparti; le diserzioni e gli ammutinamenti non erano novità o casi isolati; spesso le razioni erano insufficienti se non del tutto assenti. Inoltre, non solo il fronte era considerato secondario rispetto a quello tedesco, ma il Direttorio puntualmente prelevava soldati dall'Armata d'Italia per dislocarli a più nord. Con la sua solita infinita energia, Napoleone iniziò a scrivere decine e decine di lettere al Direttorio, chiedendo nuove scarpe, munizioni, fondi e qualsiasi cosa ponente essere utile alla sua causa. Venne in parte di accontentato, sebbene con i soliti ritardi che riflettevano lo scarso interesse nei confronti della sua armata e del fronte italiano. Comunque, non furono tanto le nuove risorse ricevute a portare alle fortune dell'Armata d'Italia quanto invece fu lo stesso spirito di Bonaparte, che lavorava instancabilmente ed incessantemente per rimettere in condizione il proprio esercito. La cosa non passò inosservata, specialmente tra gli ufficiali, ed in molto iniziarono da subito ad apprezzare il loro nuovo comandante.
Bonaparte aveva progettato di iniziare la campagna il 15 aprile. Aveva collocato una brigata sotto il comando del generale Cervoni a Voltri, non lontano da Genova, per tenere sotto controllo la città portuale e mantenere sotto osservazione gli austriaci di Beaulieau. Ad ovest, le tre divisioni al comando dei suoi tre generali più anziani (Sérurier, Augereau e Massena) si stavano preparando per marciare sul passo di Cadibona e penetrare rapidamente in Piemonte. Questi progetti andarono a monte quando Beaulieau, convinto che Napoleone puntasse a Genova, organizzò un improvviso attacco al corpo isolato di Cervoni, che dopo un'iniziale resistenza, fu sloggiato. Una divisione austriaca rimase di stanza nel capoluogo mentre una brigata al comando di Argenteau si diresse a Cairo Montenotte. I ricognitori francesi individuarono il corpo di Argenteau e segnalarono la sua presenza al comandante francese: Napoleone, che aveva studiato attentamente tutte le mappe della zona, era ben consapevole che nessun altro reparto austriaco avrebbe potuto raggiungere in breve tempo la brigata di Argenteau e si decise ad attaccarla immediatamente, anticipando tutta l'operazione militare dal 15 aprile al 12.

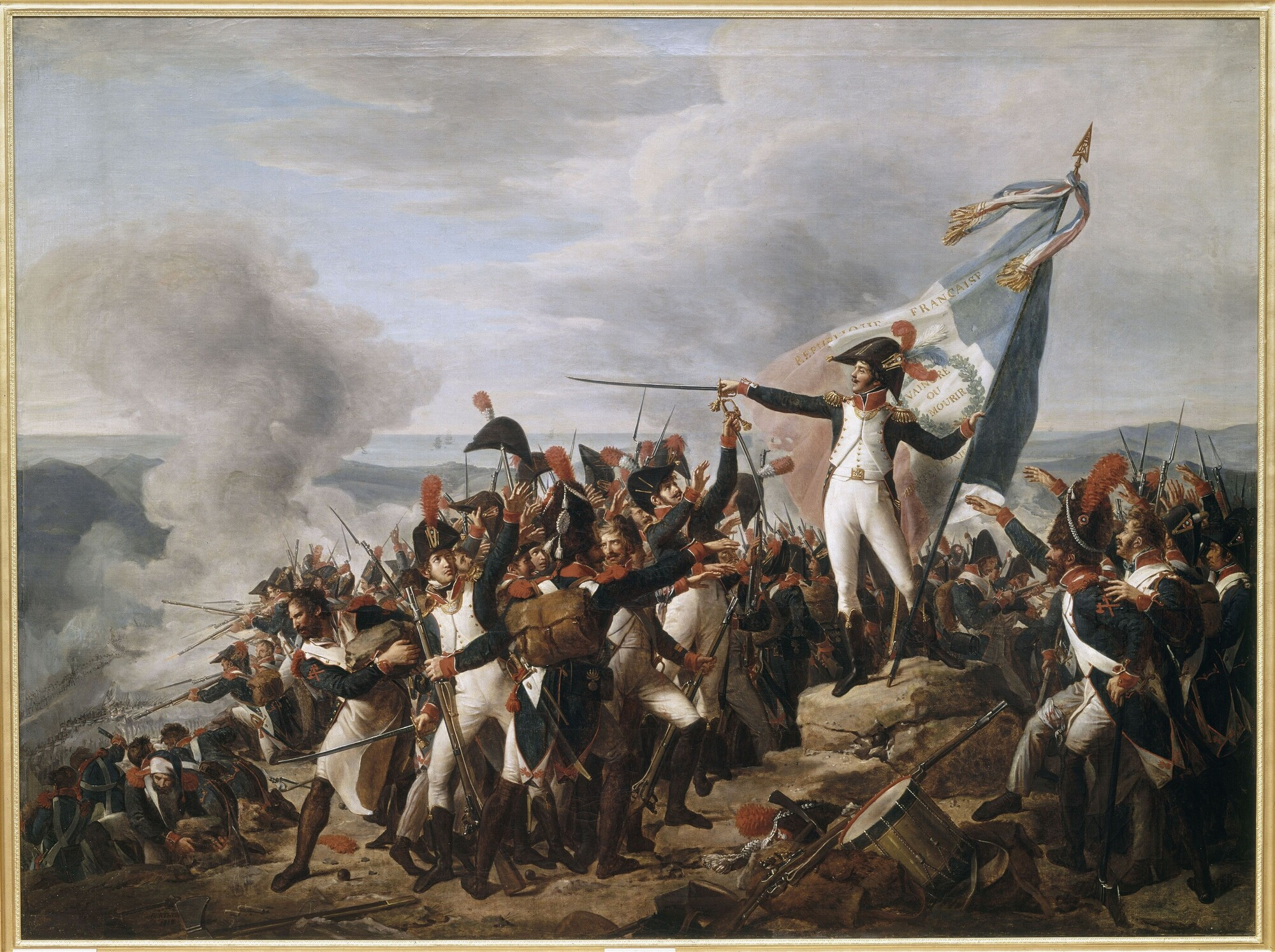
Rampon difende la ridotta di Monte Negino.

Le tre divisioni francesi al comando di Augereau, Sérurier e Massena si mossero verso Cairo Montenotte, dove il giorno precedente Argenteau aveva tentato di prendere la ridotta del Monte Negino, tenacemente difesa dal colonnello Antoine-Guillaume Rampon (1759-1842) e dai suoi uomini. Argenteau non si rese conto del pericolo corso dalle proprie forze di fino a che non fu troppo tardi: si ritrovò quasi circondato dai francesi, che lo attaccarono da tre lati distinti e per poco non vennero del tutto annientate. Le perdite austriache furono notevoli, con oltre 2500 tra feriti, caduti e prigionieri. Quelle francesi non arrivarono al migliaio. La prima battaglia di Napoleone poté quindi definirsi un successo: un intero distaccamento austriaco era stato sbaragliato e il morale delle truppe era salito alle stelle in seguito alla vittoria, la prima di una lunga serie.
Le settimane seguenti furono coronate da una frenetica avanzata dei repubblicani, che seguendo la strategia del loro comandante, volevano respingere e schiacciare del tutto i piemontesi prima di rivolgere le proprie attenzioni agli austriaci, che avevano appena appreso della debacle di Montenotte. Il corpo di Augereau fu il primo a raggiungere il passo di Cadibona mentre le altre divisioni si occuparono di attaccare i villaggi di Millesimo e Dego, che ospitavano numerosi reparti delle armate della coalizione. Sebbene i risultati fossero eccelsi dal punto di vista militare, la fretta e la scarsa disciplina si dimostrano nemiche dei francesi: a Dego gli uomini di Massena si diedero al saccheggio della cittadina, venendo colti di sorpresa da un gruppo di austriaci e perdendo per qualche ora il controllo del paesino mentre la divisione di Augereau, dopo aver sconfitto gli austro-piemontesi si lanciò nella conquista del castello di Cosseria, una postazione ottimamente difesa dalle forze coalizzate. Le perdite a Cosseria furono consistenti, quasi 1500 tra morti e feriti, e sarebbero state decisamente maggiori se gli assediati non avessero terminato le munizioni e si fossero arresi dopo un solo giorno.

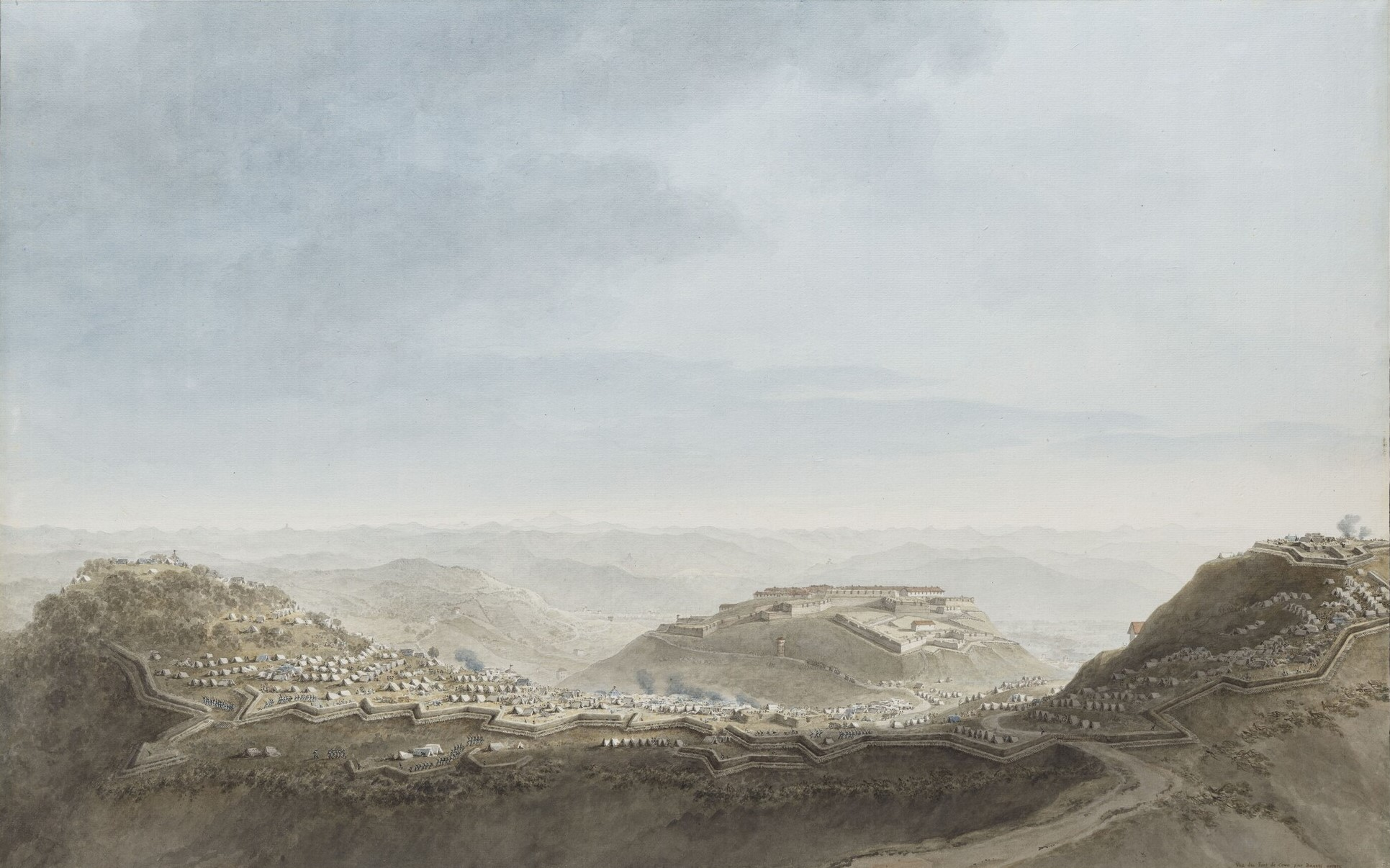
Veduta del forte di Ceva nel 1796.

Carica dei Dragoni di Sua Maestà al Colle del Bricchetto (21 aprile 1796). Da notare la cornetta Renato Roberti di Castelvero che utilizza lo stendardo come lancia nel corso del combattimento.

Allontanati gli austriaci da Dego, Bonaparte fece convergere le proprie forze sulla fortezza di Ceva, seguendo alla perfezione la strategia da lui stesso programmata. Il 16 aprile Bonaparte mandò la divisione la divisione di Augereau ad attaccare la fortezza sul centro, Massena dalla sinistra e Sérurier dalla destra: gli assalti furono numerosi e sanguinosi, soprattutto per i repubblicani, ma la piazzaforte e le vicine ridotte alla fine della giornata rimasero in mano ai monarchici. Nella notte, il comandante piemontese abbandonò la fortezza e si rifugiò dietro alla Corsaglia. I francesi scacciarono la debole guarnigione rimasta ed il 18 aprile fecero della fortezza il loro nuovo quartier generale. Ancora una volta, i francesi seguirono i piemontesi nella loro ritirata e li attaccarono nei pressi di Mondovì: Colli-Marchini, che intendeva solamente guadagnare tempo per ritirarsi, non riuscì a fermare le forze repubblicane e venne sconfitto per l'ennesima volta. Nonostante il lodevole comportamento dell'esercito piemontese, che era sempre riuscito a rimanere compatto, l'incontrastabile forza dei francesi era stata sufficiente a penetrare nel cuore del Regno di Sardegna e pareva molto complicato riuscire a fermare la loro avanzata verso la capitale.

## Conseguenze
La recente serie di vittorie repubblicane non lasciavano presagire alcun dubbio su quale sarebbe stata la sorte dell'esercito regio se la guerra fosse proseguita. Mentre le divisioni francesi avanzavano nella pianura piemontese, due giorni dopo la battaglia di Mondovì, il 23 aprile, i generali sabaudi richiesero un armistizio separato con le forze francesi, mediato dal ministro spagnolo Ulloa. Il trattato fu firmato il 28 aprile 1796 nella città di Cherasco: il Regno di Sardegna si arrendeva alla Francia, consegnando ad essa la Savoia e tutta la Contea di Nizza. È da segnalare in questo periodo di 5 giorni la nascita e la fine della breve Repubblica di Alba, stato filogiacobino esistito per soli due giorni nella città piemontese.

## Lista dei reggimenti piemontesi durante la guerra
A partire dalla fine del 1792 e l'inizio del 1793 ciascun reggimento di fanteria di linea si provvide di battaglioni di granatieri e di cacciatori che, all'occorrenza, venivano usati anche autonomamente dal reggimento di provenienza.
| Unità militare                                       | Specialità                 | Tipologia (solo per la fanteria di linea) | Anno di impiego in guerra (a partire da) |
| ---------------------------------------------------- | -------------------------- | ----------------------------------------- | ---------------------------------------- |
| Reggimento "Guardie"                                 | Fanteria di linea d'élite  | Ordinanza nazionale                       | 1792                                     |
| Reggimento "Savoia"                                  | Fanteria di linea          | Ordinanza nazionale                       | 1792                                     |
| Reggimento "Monferrato"                              | Fanteria di linea          | Ordinanza nazionale                       | 1792                                     |
| Reggimento "Piemonte"                                | Fanteria di linea          | Ordinanza nazionale                       | 1792                                     |
| Reggimento "Saluzzo"                                 | Fanteria di linea          | Ordinanza nazionale                       | 1792                                     |
| Reggimento "Aosta"                                   | Fanteria di linea          | Ordinanza nazionale                       | 1792                                     |
| Reggimento "La Marina"                               | Fanteria di linea          | Ordinanza nazionale                       | 1792                                     |
| Reggimento "La Regina"                               | Fanteria di linea          | Ordinanza nazionale                       | 1792                                     |
| Reggimento "Sardegna"                                | Fanteria di linea          | Ordinanza nazionale                       | 1792                                     |
| Reggimento "Lombardia"                               | Fanteria di linea          | Ordinanza nazionale                       | 1792                                     |
| Reggimento "Oneglia"                                 | Fanteria di linea          | Ordinanza nazionale                       | 1793                                     |
| Reggimento "Chiablese"                               | Fanteria di linea          | Ordinanza estero                          | 1792                                     |
| Reggimento "Real Alemanno"                           | Fanteria di linea          | Ordinanza alemanno                        | 1792                                     |
| Reggimento vallesano "de Courten" poi "de Streng"    | Fanteria di linea          | Ordinanza svizzero                        | 1792                                     |
| Reggimento bernese "Rochmondet" poi "Stettler"       | Fanteria di linea          | Ordinanza svizzero                        | 1792                                     |
| Reggimento grigione "Christ de Santz"                | Fanteria di linea          | Ordinanza svizzero                        | 1792                                     |
| Reggimento sangallese "Bachmann"                     | Fanteria di linea          | Ordinanza svizzero                        | 1793                                     |
| Reggimento grigione "Peyer-im-Hof"                   | Fanteria di linea          | Ordinanza svizzero                        | 1793                                     |
| Reggimento lucernese "Zimmermann"                    | Fanteria di linea          | Ordinanza svizzero                        | 1793                                     |
| Reggimento glarone "Schmidt" (di stanza in Sardegna) | Fanteria di linea          | Ordinanza svizzero                        | 1793                                     |
| Reggimento dei Granatieri Reali                      | Fanteria di linea          | Provinciale                               | 1793                                     |
| Reggimento del Genevese                              | Fanteria di linea          | Provinciale                               | 1792                                     |
| Reggimento di Moriana                                | Fanteria di linea          | Provinciale                               | 1792                                     |
| Reggimento di Nizza                                  | Fanteria di linea          | Provinciale                               | 1792                                     |
| Reggimento di Ivrea                                  | Fanteria di linea          | Provinciale                               | 1792                                     |
| Reggimento di Torino                                 | Fanteria di linea          | Provinciale                               | 1792                                     |
| Reggimento di Vercelli                               | Fanteria di linea          | Provinciale                               | 1792                                     |
| Reggimento di Mondovì                                | Fanteria di linea          | Provinciale                               | 1792                                     |
| Reggimento di Asti                                   | Fanteria di linea          | Provinciale                               | 1792                                     |
| Reggimento di Pinerolo                               | Fanteria di linea          | Provinciale                               | 1792                                     |
| Reggimento di Casale                                 | Fanteria di linea          | Provinciale                               | 1792                                     |
| Reggimento di Novara                                 | Fanteria di linea          | Provinciale                               | 1792                                     |
| Reggimento di Tortona                                | Fanteria di linea          | Provinciale                               | 1792                                     |
| Reggimento di Susa                                   | Fanteria di linea          | Provinciale                               | 1792                                     |
| Reggimento di Acqui                                  | Fanteria di linea          | Provinciale                               | 1792                                     |
| Legione Leggera                                      | Fanteria leggera           |                                           | 1792                                     |
| Legione degli Accampamenti                           | Fanteria leggera           |                                           | 1792                                     |
| Cacciatori di Bonneaud (emigrati francesi)           | Irregolari                 |                                           | 1793                                     |
| Cacciatori di Piano                                  | Irregolari                 |                                           | 1793                                     |
| Cacciatori di Martin-Montù Beccaria                  | Irregolari                 |                                           | 1793                                     |
| Cacciatori di Canale                                 | Irregolari                 |                                           | 1793                                     |
| Corpo franco disertori graziati                      | Irregolari                 |                                           | 1793                                     |
| Reggimento "Piemonte Reale"                          | Cavalleria pesante d'élite |                                           | 1792                                     |
| Reggimento "Savoia Cavalleria"                       | Cavalleria pesante         |                                           | 1792                                     |
| Reggimento "Aosta Cavalleria"                        | Cavalleria pesante         |                                           | 1792                                     |
| Reggimento "Dragoni di Sua Maestà"                   | Cavalleria pesante         |                                           | 1792                                     |
| Reggimento "Dragoni di Piemonte"                     | Cavalleria pesante         |                                           | 1792                                     |
| Reggimento "Dragoni della Regina"                    | Cavalleria pesante         |                                           | 1792                                     |
| Reggimento "Dragoni del Chiablese"                   | Cavalleria pesante         |                                           | 1792                                     |
| Reggimento "Dragoni di Sardegna"                     | Cavalleria pesante         |                                           | 1792                                     |
| Reggimento "Cavalleggeri di Sua Maestà"              | Cavalleria leggera         |                                           | 1792                                     |